# Casa de Gobierno de Santa Fe
La casa de gobierno de la Provincia de Santa Fe, Argentina, conocida como Casa Gris por su parecido con la Casa de Gobierno de Entre Ríos, la cual recibía este nombre originalmente. Es la sede del poder ejecutivo provincial. El edificio está ubicado en la calle 3 de febrero de 2649, frente a la Plaza 25 de Mayo, y en el mismo terreno que ocupara el Cabildo de la ciudad.

## Demolición del cabildo

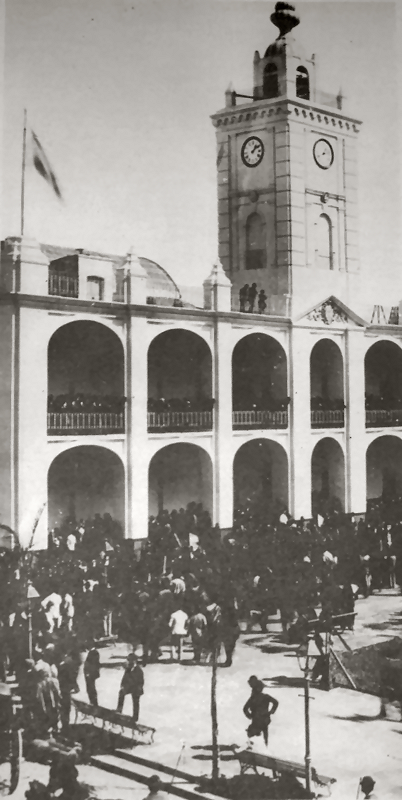
Cabildo de Santa Fe.

En 1897, un legislador santafesino propone la demolición del histórico Cabildo para edificar un nuevo edificio.
En 1906 se proyecta la construcción de un nuevo edificio. El proyecto también planeaba la expropiación de la casa del Dr. Félix Pujato y la de la Sociedad de Crédito Territorial, ambas lindantes al Cabildo hacia el oeste.
El acto de inauguración de la Convención Reformadora de la Constitución provincial de 1900, el 10 de diciembre de 1907, fue el último acto público que se llevó a cabo en el salón principal del histórico edificio.

## Historia
En marzo de 1908 el jefe del Departamento Topográfico, Bernardo Vázquez, presenta al gobernador Pedro Echagüe los planos para la ejecución de la obra. El proyecto fue aprobado el 23 de abril del mismo año, la licitación es adjudicada al arquitecto Francisco Ferrari, iniciándose inmediatamente la demolición del antiguo Cabildo.
Los planos originales fueron sufriendo cambios a medida que se ejecutaba la obra. Es así que se toma la decisión de demoler la "Jirafa" (la torre que adornaba el edificio de la Jefatura de Policía que había sido mandada a construir en 1903 por el gobernador Rodolfo Freyre), para que el frente de la Casa de Gobierno mantuviera una armonía arquitectónica.
En 1917 se habilita en forma definitiva el edificio, bajo el gobierno de Rodolfo Lehmann, aunque  el 25 de septiembre de 1915, el por entonces gobernador Manuel Menchaca, instaló su despacho en el edificio.
A partir del año 2008 comenzó un plan de obras para la restauración por etapas del edificio. Estas han incluido reparaciones en mansarda y cúpulas, restauración del revoque símil piedra París de las fachadas, recuperación de carpinterías originales y colocación de mobiliario, además de la actualización de las instalaciones para telefonía e internet.

## Arquitectura

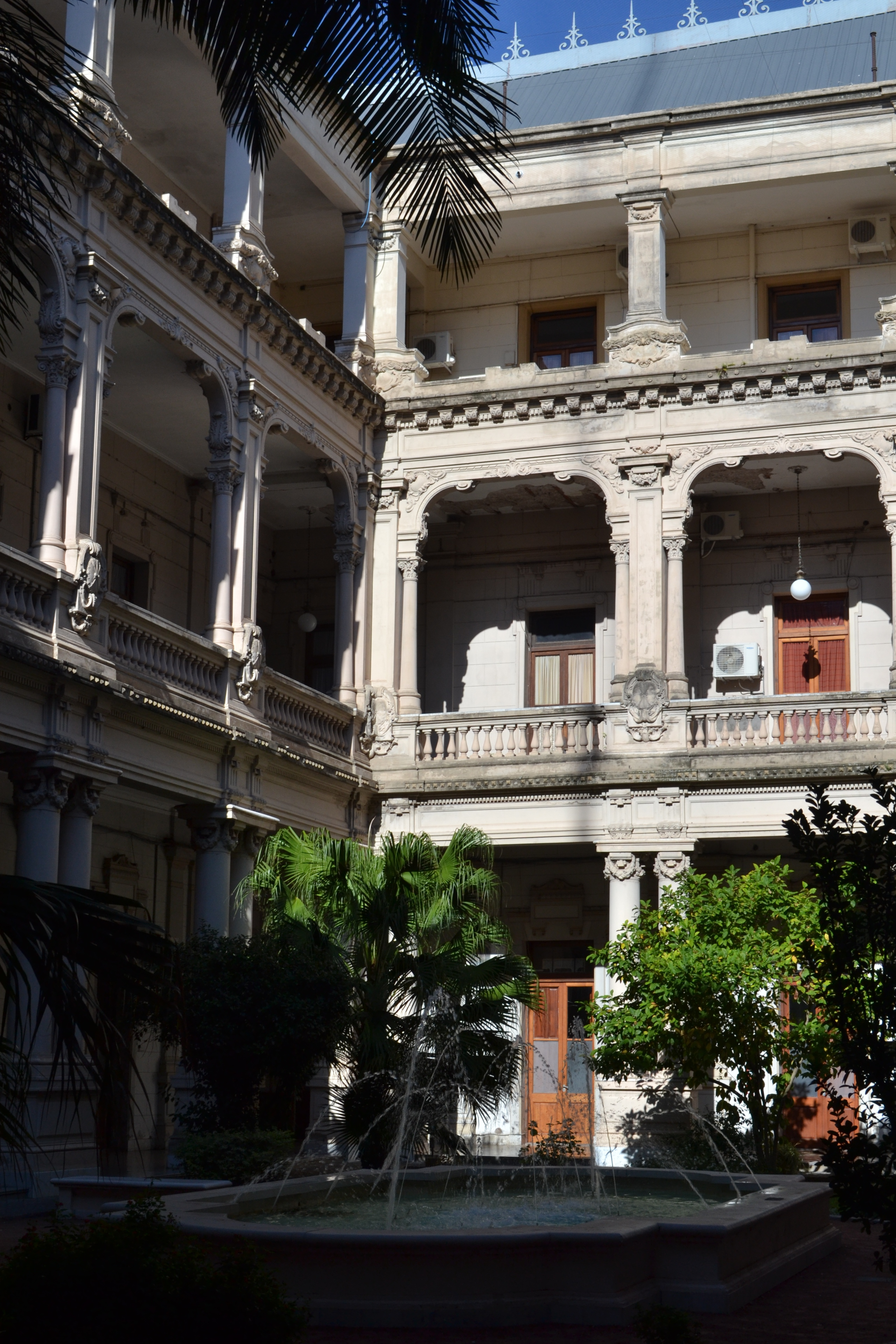
Uno de los patios interiores.

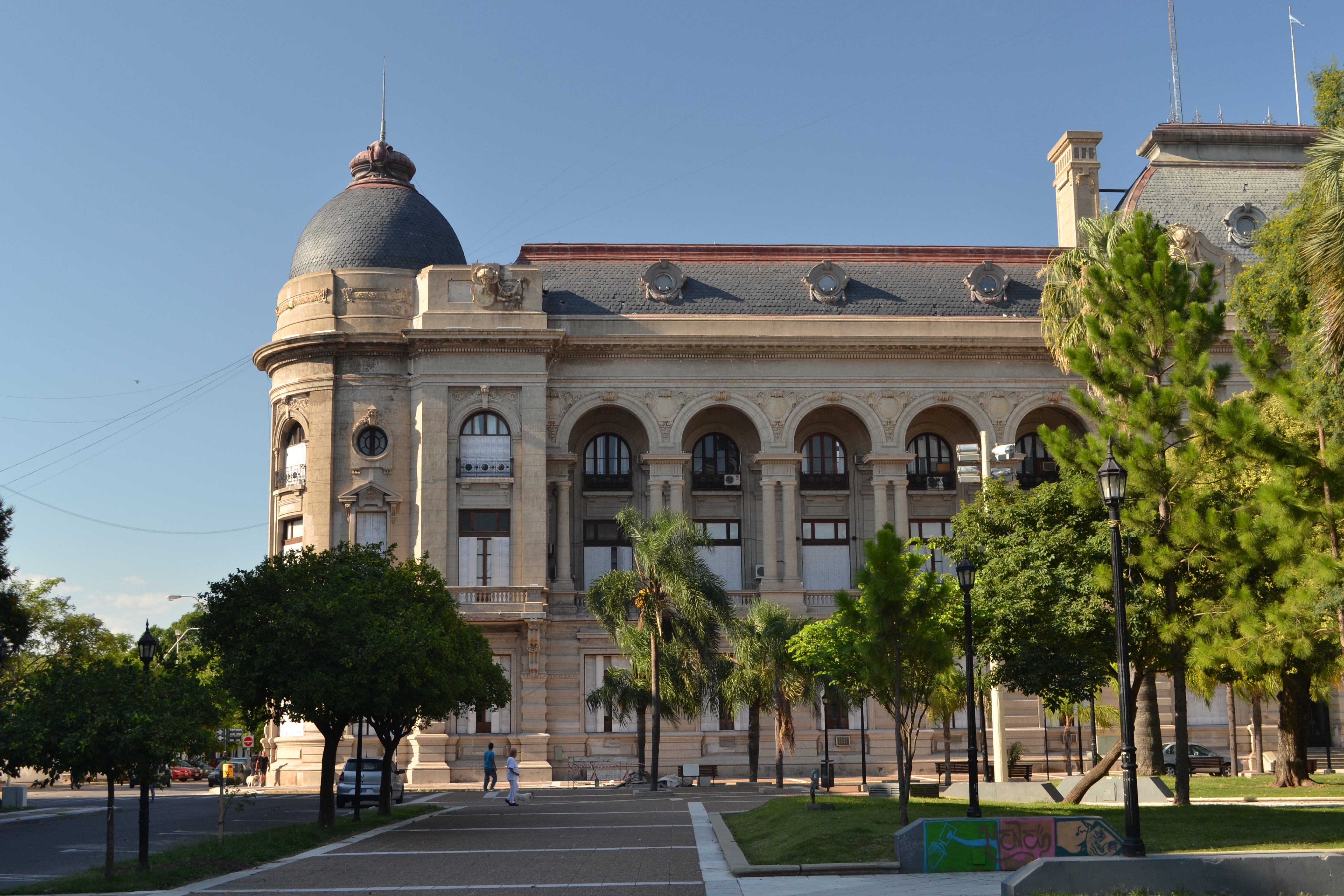
Vista de la ochava y su cúpula.

Para la Casa de Gobierno de Santa Fe, el arquitecto Ferrari optó por organizarla en pabellones que circunvalan dos patios de grandes dimensiones, y fachadas simétricas de orden monumental compuestas según preceptivas francesas y en menor medida italianas y revestidas en símil piedra París. El arquitecto historiador Jesse Alexander inscribió al estilo del edificio como «Segundo Imperio en todo su esplendor», ya que el estilo Segundo Imperio Francés es en sí mismo ecléctico. 
La tipología adoptada refuerza el carácter de fachada de esta arquitectura monumental, ya que el edificio ocupa sólo media manzana y por eso carece de “fachada” posterior. Los patios internos están rodeados de galerías en ambos lados del cuerpo principal del edificio, en el que en la planta baja se encuentra el hall de acceso, la escalera y, en planta alta, el Salón Blanco.
En 1947 se cerró el patio para instalar más oficinas en planta baja. La obra se volvió a modificar en 1989 para recuperar el diseño original.